# Polygenis
Genre
Polygenis est un genre de puces de la famille des Rhopalopsyllidae.

## Liste d'espèces
Selon Catalogue of Life (8 janvier 2016) :
- Polygenis acodontis (Jordan & Rothschild, 1923)
- Polygenis adelus (Jordan & Rothschild, 1923)
- Polygenis adocetus Traub, 1950
- Polygenis atopus (Jordan & Rothschild, 1922)
- Polygenis axius (Jordan & Rothschild, 1923)
- Polygenis bohlsi (Wagner, 1901)
- Polygenis brachinus Jordan, 1950
- Polygenis byturus (Jordan & Rothschild, 1923)
- Polygenis caucensis Mendez, 1977
- Polygenis delpontei Mendez, 1977
- Polygenis dendrobius (Wagner, 1939)
- Polygenis dunni (Jordan & Rothschild, 1922)
- Polygenis floridanus Johnson & Layne, 1961
- Polygenis frustratus Johnson, 1957
- Polygenis guimaraesi Linardi, 1978
- Polygenis gwyni (C.Fox, 1914)
- Polygenis hopkinsi Mendez, 1977
- Polygenis impavidus Johnson, 1957
- Polygenis klagesi (Rothschild, 1904)
- Polygenis lakoi (Guimaraes, 1948)
- Polygenis litargus (Jordan & Rothschild, 1923)
- Polygenis litus (Jordan & Rothschild, 1908)
- Polygenis lopesi Guimaraes & Linardi, 1993
- Polygenis martinezbaezi Vargas, 1951
- Polygenis massoiai Del Ponte, 1967
- Polygenis nitidus (Johnson, 1957)
- Polygenis occidentalis (Cunha, 1914)
- Polygenis odiosus Smit, 1958
- Polygenis peronis (Jordan & Rothschild, 1923)
- Polygenis platensis (Jordan & Rothschild, 1908)
- Polygenis pradoi (Wagner, 1937)
- Polygenis puelche Del Ponte, 1963
- Polygenis pygaerus (Wagner, 1937)
- Polygenis rimatus (Jordan, 1932)
- Polygenis roberti (Rothschild, 1905)
- Polygenis rozeboomi Vargas, 1952
- Polygenis thurmani Johnson, 1957
- Polygenis trapidoi Mendez, 1977
- Polygenis tripus (Jordan, 1933)
- Polygenis vazquezi Vargas, 1951